# Bondir
Bondir is een bestuurslaag in het regentschap Centraal-Lombok van de provincie West-Nusa Tenggara, Indonesië. Bondir telt 7577 inwoners (volkstelling 2010).